# Skegrie mölla

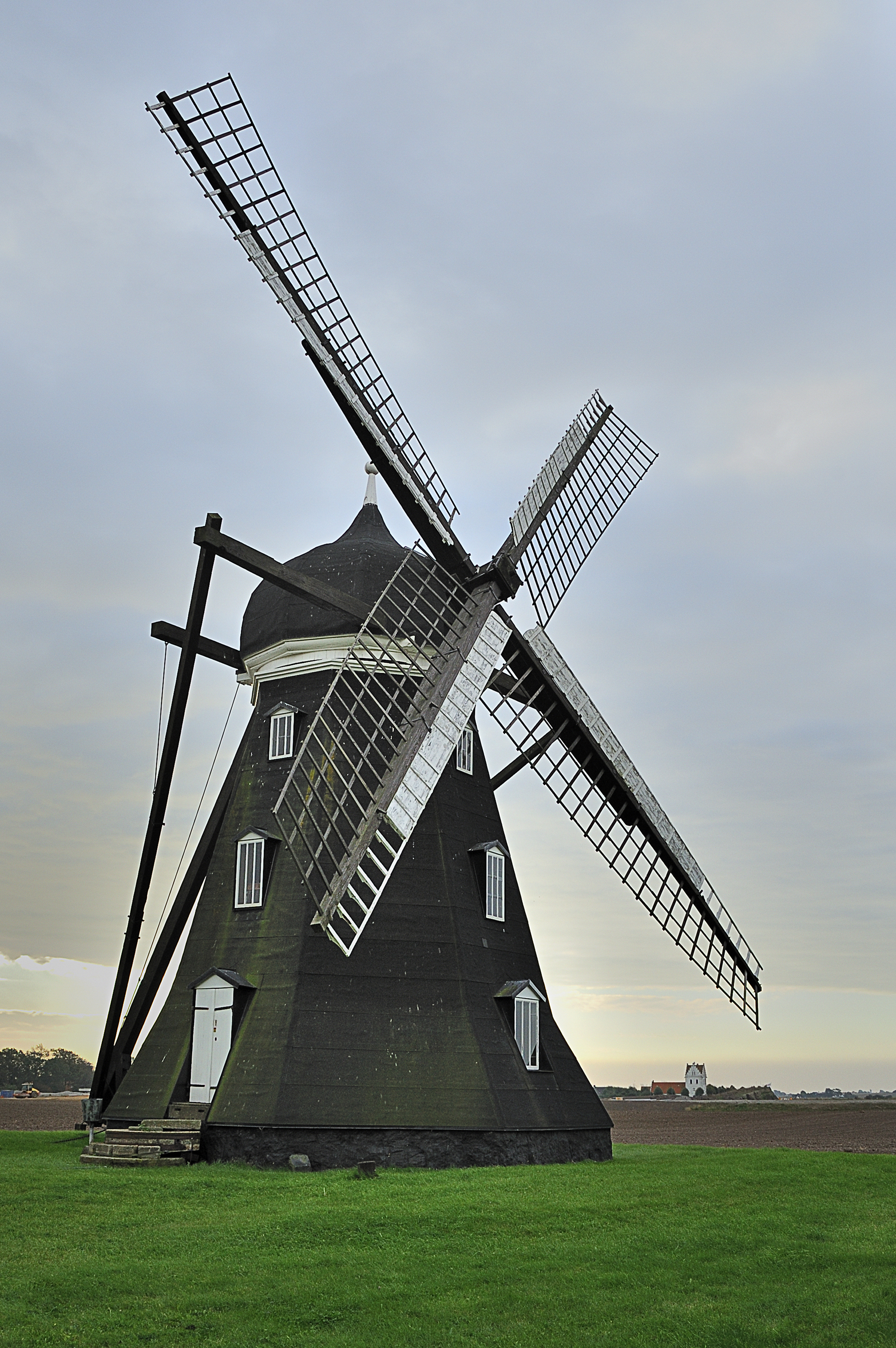
Skegrie mölla.

Skegrie mölla är en väderkvarn i Skegrie i Trelleborgs kommun. Det är en så kallad holländare med en topp som kan vridas så att vingarna står rakt mot vinden.
Kvarnplatsen i Skegrie är belagd sedan 1700-talet. Den första kvarnen var en stubbkvarn som förstördes i en brand 1895. Den ersattes samma år av en jordholländare utan sockelvåning till en kostnad av 6 000 kronor.
Kvarnhuset byggdes i trä på en grund av grovhuggen sten och kläddes med tjärpapp. Kvarnbyggare Lars Larsson från Anderslöv återanvände en del material från den nedbrunna stubbkvarnen. Den nya kvarnen fick två malgångar samt sikt- och krossmaskineri som senare utökades med ett rensverk. På platsen fanns sedan tidigare ett bostadshus och ett uthus.
Kvarnverksamheten upphörde 1947 men den sista mjölnaren, Henry Alm, bodde kvar i mjölnarbostaden till i mitten av 1980-talet och livnärde sig som jordbrukare. År 1966 skänktes den förfallna kvarnen till 
Skytts Härads hembygdsförening och 1988 ärvde de resten av fastigheten. Kvarnen har renoverats flera gånger och axlar till maskineriet har bytts ut.
Kvarnens interiör är till stor del intakt och maskineriet funktionsdugligt. Mjölnarbostad och ekonomibyggnad är välbevarade och på baksidan av bostadshuset finns en liten trädgård med gamla buskar och fruktträd.
Skegrie mölla utsågs till byggnadsminne av länsstyrelsen den 30 september 2004.